# Agustí Oliver i Doménech
Agustí Oliver i Doménech (Blanes, 7 d'abril de 1791 - Barcelona, 15 de setembre de 1866) va ser un empresari català.
Provinent de modesta família, va començar en els negocis a Cadis on es va dedicar al comerç entre la metròpoli i les colònies espanyoles. Gràcies a l'amistat que tenia amb el financer i empresari alcoià Antoni Vicens Varela va crear una sèrie d'entitats financeres i tèxtils, com la denominada Antonio Vicens y compañía entitat que invertia en negocis immobiliaris i de crèdit que operava a Alcoi i a Cadis. A més, posseïen fàbriques tèxtils, molins paperers i especulaven en el comerç de la llana i del cotó.
Pels anys l'entitat tenia interessos econòmics a Alcoi, Cadis, Sevilla, Barcelona, Madrid, València i Londres. En morir Oliver, el capital actiu de la societat era tota una fortuna per a l'època i el seu producte es va repartir entre els pobres de Blanes, les Cases de Beneficència i els hospitals de les ciutats de Cadis, Alcoi i Barcelona. El total de la seua herència es va repartir entre familiars, amics i coneguts, servents i criats, l'hospital de pobres de Blanes i sobretot en altres activitats benèfiques.
Les seues despulles descansen des del 30 de juny de 1877 a Alcoi, on van ser traslladades per a la inauguració de l'Hospital Civil construït gràcies a la ferma voluntat que va posar en retornar a la societat una part molt considerable dels guanys econòmics que havia aconseguit.